# Distretto di Portobelo
Il distretto di Portobelo è un distretto di Panama nella provincia di Colón con 9.126 abitanti al censimento 2010

## Geografia antropica

### Suddivisioni amministrative
Il distretto è suddiviso in cinque  comuni (corregimientos):
- Portobelo
- Cacique
- Garrote
- Isla Grande
- María Chiquita